# Britta Heidemann
Britta Heidemann (Colonia, 22 de diciembre de 1982) es una deportista alemana que compitió en esgrima, especialista en la modalidad de espada.
Participó en tres Juegos Olímpicos de Verano, obteniendo en total tres medallas, oro en Pekín 2008, en la prueba individual; plata en Atenas 2004, en la prueba por equipos (junto con Claudia Bokel y Imke Duplitzer), y plata en Londres 2012, en la prueba individual.
Ganó once medallas en el Campeonato Mundial de Esgrima entre los años 2002 y 2014, y cinco medallas en el Campeonato Europeo de Esgrima entre los años 2006 y 2011.
En 2016 fue elegida miembro del COI.

## Palmarés internacional
| Juegos Olímpicos   | Juegos Olímpicos        | Juegos Olímpicos  | Juegos Olímpicos   |
| Año                | Lugar                   | Medalla           | Prueba             |
| ------------------ | ----------------------- | ----------------- | ------------------ |
| 2004               | Atenas (Grecia)         | Medalla de plata  | Espada por equipos |
| 2008               | Pekín (China)           | Medalla de oro    | Espada individual  |
| 2012               | Londres (Reino Unido)   | Medalla de plata  | Espada individual  |
| Campeonato Mundial |                         |                   |                    |
| Año                | Lugar                   | Medalla           | Prueba             |
| 2002               | Lisboa (Portugal)       | Medalla de bronce | Espada individual  |
| 2003               | La Habana (Cuba)        | Medalla de plata  | Espada por equipos |
| 2005               | Leipzig (Alemania)      | Medalla de bronce | Espada por equipos |
| 2006               | Turín (Italia)          | Medalla de bronce | Espada por equipos |
| 2007               | San Petersburgo (Rusia) | Medalla de oro    | Espada individual  |
| 2007               | San Petersburgo (Rusia) | Medalla de bronce | Espada por equipos |
| 2008               | Pekín (China)           | Medalla de bronce | Espada por equipos |
| 2009               | Antalya (Turquía)       | Medalla de bronce | Espada por equipos |
| 2010               | París (Francia)         | Medalla de plata  | Espada por equipos |
| 2013               | Budapest (Hungría)      | Medalla de bronce | Espada individual  |
| 2014               | Kazán (Rusia)           | Medalla de plata  | Espada individual  |
| Campeonato Europeo |                         |                   |                    |
| Año                | Lugar                   | Medalla           | Prueba             |
| 2006               | Esmirna (Turquía)       | Medalla de bronce | Espada por equipos |
| 2007               | Gante (Bélgica)         | Medalla de bronce | Espada individual  |
| 2008               | Kiev (Ucrania)          | Medalla de plata  | Espada por equipos |
| 2009               | Plovdiv (Bulgaria)      | Medalla de oro    | Espada individual  |
| 2011               | Sheffield (Reino Unido) | Medalla de plata  | Espada individual  |